# Leptarthron obliquum
Leptarthron obliquum là một loài tò vò trong họ Ichneumonidae.